# Zech von Deybach

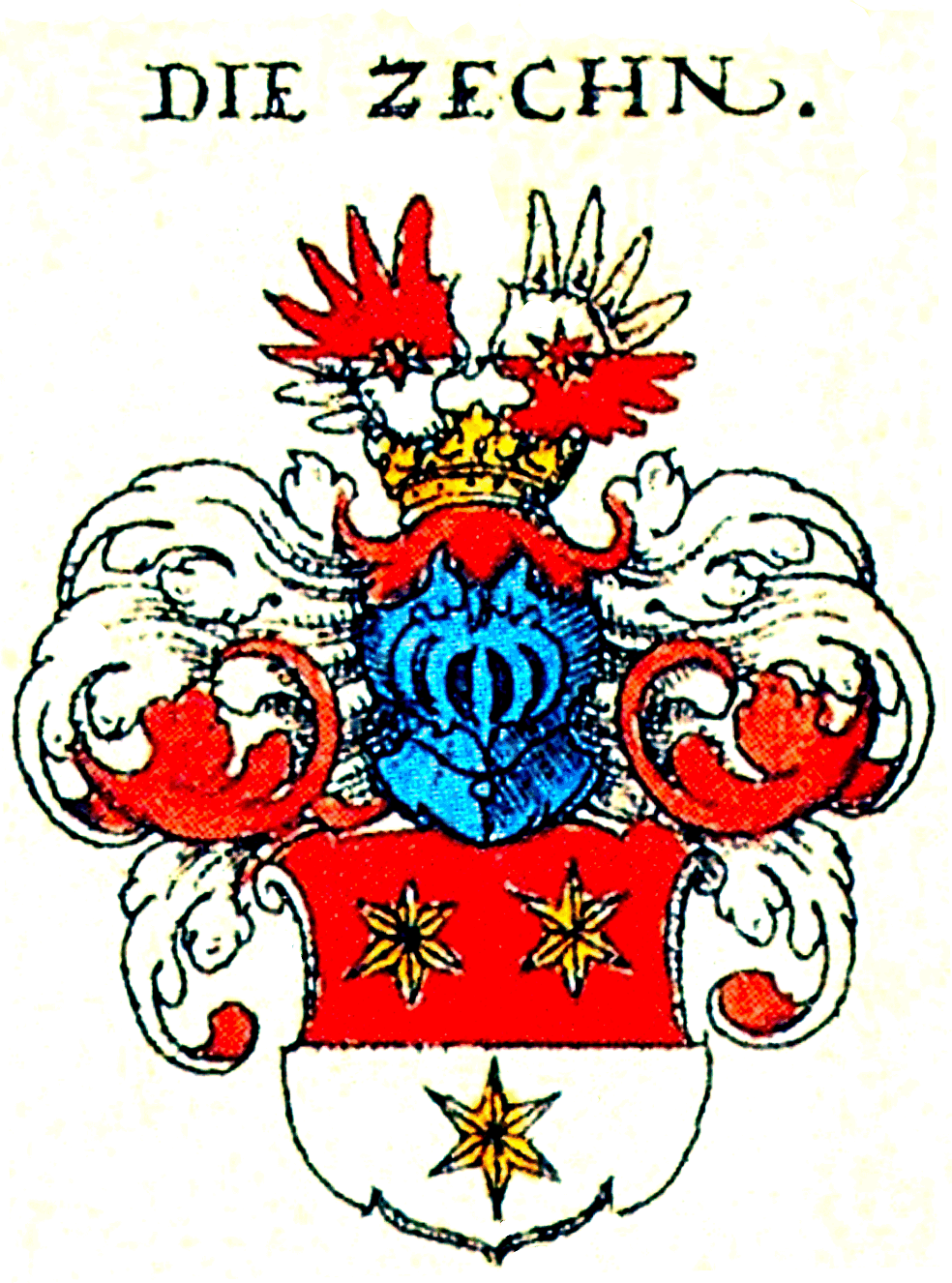
Stammwappen der Zech von Deybach in Siebmachers Wappenbuch von 1605

Zech von Deybach auf Sulz und Hardt war ein geadeltes Augsburger Patriziergeschlecht, welches in den Landadel aufging und in den Freiherrenstand erhoben wurde. Während die bayerische Linie erlosch, blühte die österreich-ungarische Linie noch Anfang des 20. Jahrhunderts. Sie sind zu unterscheiden von der ebenfalls in Augsburg ansässig gewesenen Familie Zech von Tienden, sowie den sächsischen Zech bzw. Zech-Burkersroda, den ungarischen Zech und von den Zech auf Neuhofen.

## Geschichte
Dem Stadtpfleger Paul von Stetten zufolge soll der Ahnherr der Augsburger Familie Hans Wolf Zech gewesen sein, über den sonst nichts weiter bekannt ist. Von Stetten gab als seinen Herkunftsort Sontheim in der Markgrafschaft Burgau an. Jedoch könnte Sontheim auch auf den Familiennamen seiner vermeidlichen Ehefrau in älteren Stammtafeln als Helena von Sontheim angegeben, zurückzuführen sein. Sein Sohn Adam Zech gab bei seiner Immatrikulation 1541/42 an der Universität Ingolstadt als Herkunftsort Schwaz (in Tirol) an. Allerdings findet sich in der Liste der Gewerke von Schwarz keiner mit dem Namen Zech. Die salzburgische Gewerkenfamilie Zach aus Dienten mit dem die Familie fälschlicherweise in eine verwandtschaftliche Verbindung gebracht wird, führte ein anderes Wappen. Der spätere Augsburger Stadtschreiber und Stadtkanzler Adam Zech kaufte 1579 das Gut Deubach und wurde 1584 mit dem Prädikat „von Deybach“ in den Adelsstand erhoben. 1585 heiratete sein gleichnamiger Sohn, der Ratskonsulent Adam Zech Felicitas Welser und gelangte somit in die „mehreren Gesellschaft“. Am 1. Januar 1585 verlieh Kaiser Rudolf II. Conrad Zech einen Wappenbrief. 1627/29 erhielt Hans Wolf Zech und seine Nachkommen den Augsburger Patrizierstand. Der Rat und Zahlmeister Erzherzog Sigismund Franz, k. k. Hofkammerrat, Oberforstinspektor und Oberbeamter der Markgrafschaft Burgau Constantin Zech von Deybach erhielt am 12. März 1677 in Wien vom Kaiser Leopold I. den Freiherrenstand und im darauf folgenden Jahr vom Tiroler Landesfürsten die Eintragung in die Adelsmatrikel von Tirol. 1691 kaufte Christian Zech von Deybach das Schloss und Gut Hardt und 1701 Johann Joseph Zech von Daybach Freiherr von Sulz die Hofmarken Weilbach und Inzemoos.
Die Familie teilte sich in Bayerisch-Schwaben in die Linien Deubach und Hardt. Letztere ist mit dem Oberpfleger von Westendorf Joseph Maria Freiherr Zech von Deybach, Freiherr von Sulz (* 1758) erloschen. Die Güter fielen darauf an die von Christian Zech von Deybach gegründete Linie. Von diesem Zweig erhielten die Brüder Rudolph Franz Xaver Maria (* 1774), Johann Baptist (* 1784) und der königl. bayerische Kämmerer und Generalmajor Ferdinand Ignaz (* 1786) die Eintragung in die Adelsmatrikel des Königreichs Bayern. Den Stamm setzte Johann Baptist Zech von Deybach, Freiherr von Sulz, Herr und Landmann in Tirol sowie königl. bayerischer Major fort, welcher 1854 starb. Aus seiner Ehe mit Johanna Freiin von Raesfeldt ging der königl. bayerische Kammerjunker und Oberleutnant Ludwig Zech von Deybach Freiherr von Sulz (* 1825) hervor, mit dem auch die jüngere bayerische Linie erlosch. Anfang des 20. Jahrhunderts blühte noch die österreichisch-ungarische Linie. Aus den Resten des untergegangenen Schlosses Deubach entstand die Dorfkirche St. Gallus. In Gessertshausen bei Deubach erinnert bis heute die Brauerei Freiherr von Zech an das Adelsgeschlecht.

## Standeserhebungen
- 20. November 1584: Reichsadel mit Wappenbesserung
- 29. Dezember 1627: Patriziat von Augsburg und Prädikat „von Deybach“
- 12. März 1677: erbländisch-österreichischer Herren- und Freiherrenstand
- 1678: Eintrag in die tirolerische Adelsmatrikel
- 1808: Eintrag in die bayerische Adelsmatrikel

## Besitzungen
- Schloss Deubach (1579/89–19. Jahrhundert)
- Ansitz Sulzhofen  (ca. 1667–19. Jahrhundert)[9][10]
- Ansitz Jergenberg (ca. 1667–19. Jahrhundert)[11]
- Vogtei Feldkirch (1680–nach 1710)[12]
- Schloss Hardt (1690–1760)
- Hofmark Weilbach (1701–1738)

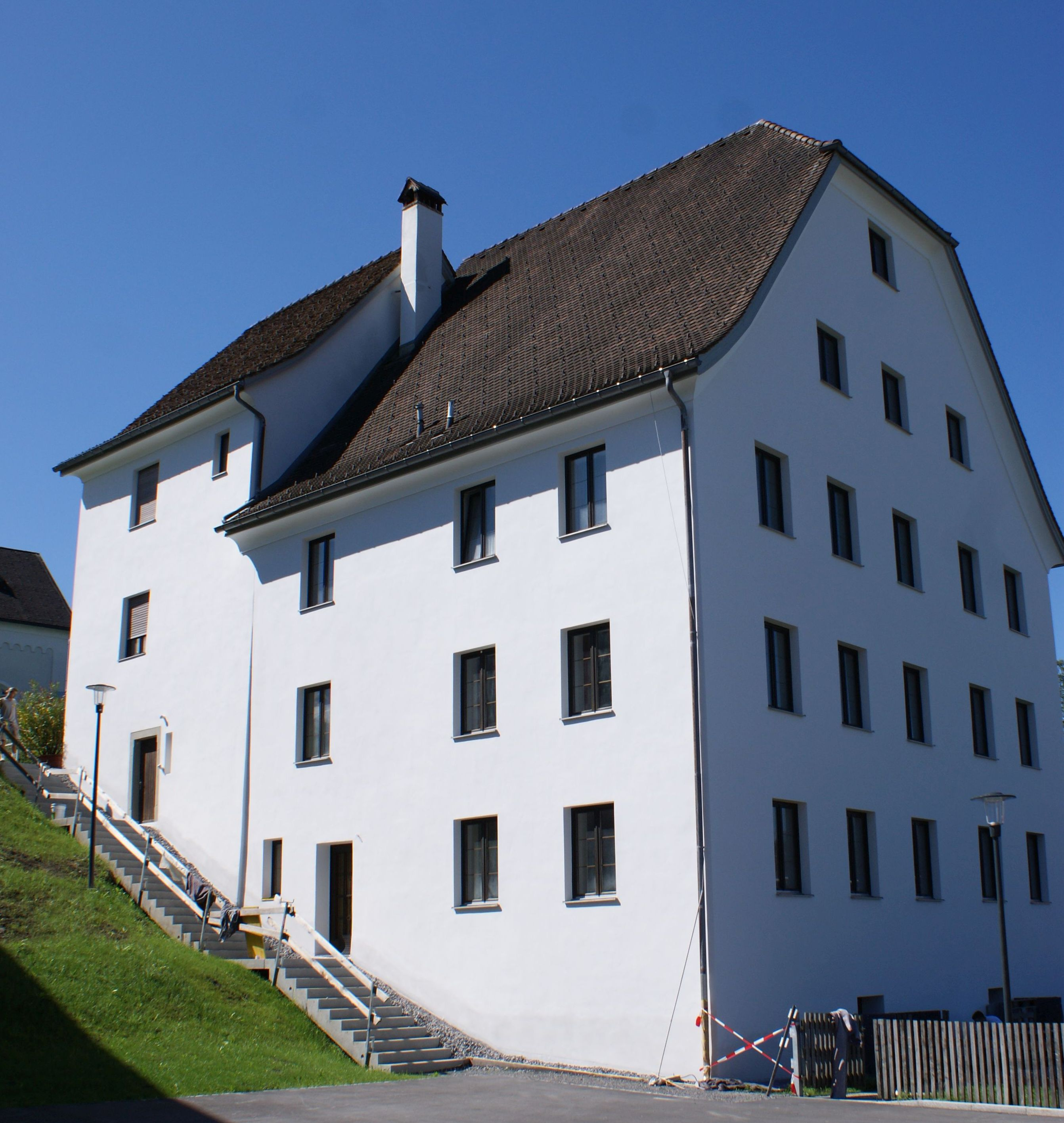
Ansitz Jergenberg
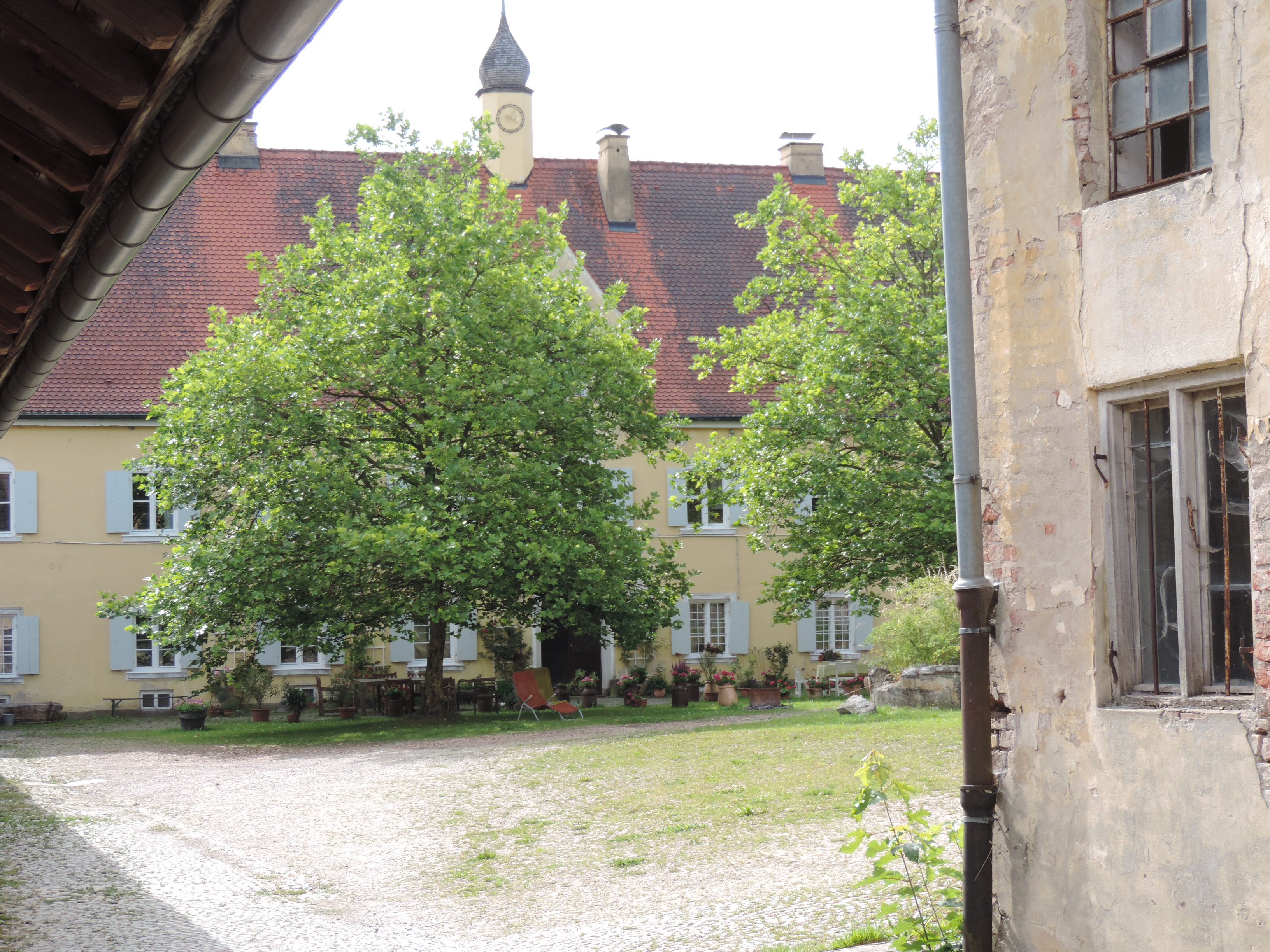
Schloss Hardt
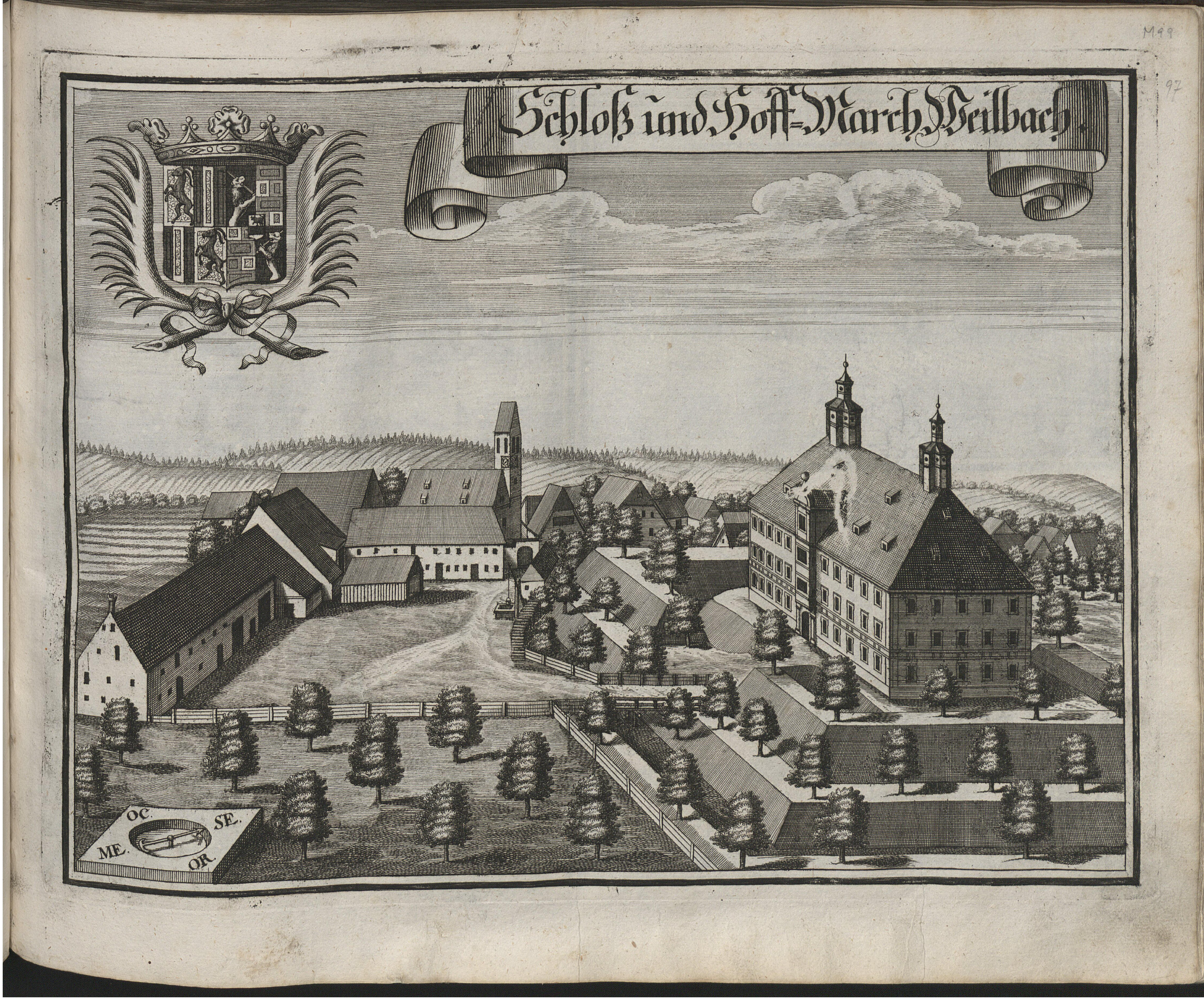
Schloss und Hofmark Weilbach
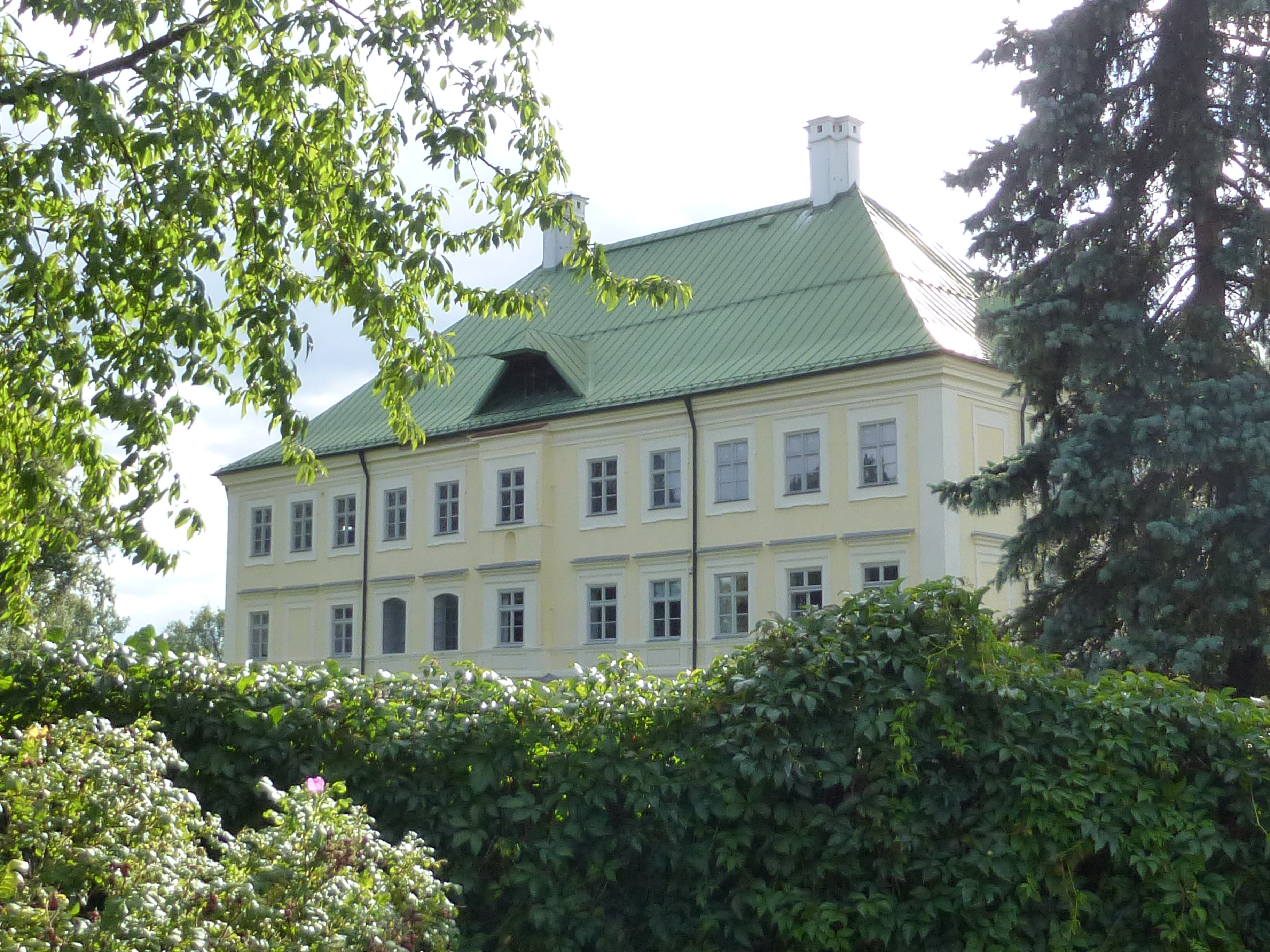
Schloss Unterweilbach

## Wappen
- Blasonierung des Stammwappens: Von Rot und Silber geteilt, mit drei (oben zwei, unten einer) goldenen Sternen belegt. Auf dem Helm mit rot-silbernen Decken ein offener Flug, rechts rot, links silber, jeder Flügel mit einem goldenen Stern belegt.[13]
- Blasonierung des Freiherrenwappens: Von Silber und Rot geteilt. Oben ein gekrönter roter Doppeladler, unten eine eingepropfte silberne Spitze, mit einem goldenen Stern belegt und zu jeder seite von einem solchen begleitet. Drei Helme: I. und III ein Flug von Silber, Rot und Rot, Silber geteilt und mit einem goldenen Stern belegt. II ein Busch von fünf roten, silbernen Federn. Die Decken sind rot-silbern.[13]

Ob eine Stammesverwandtschaft zu den Zech von Lobming besteht, ist ungewiss. Diese stammten aus der Steiermark, wo sie schon vor 1550 die Herrschaft Lobming besaßen. Im Folgenden wurden sie auch in Bayern sesshaft. Zumindest besteht eine Wappenverwandtschaft, denn das Stammwappen ist ein goldener Stern in Rot, der sich in der Helmzier, einem roten Flug, wiederholt.

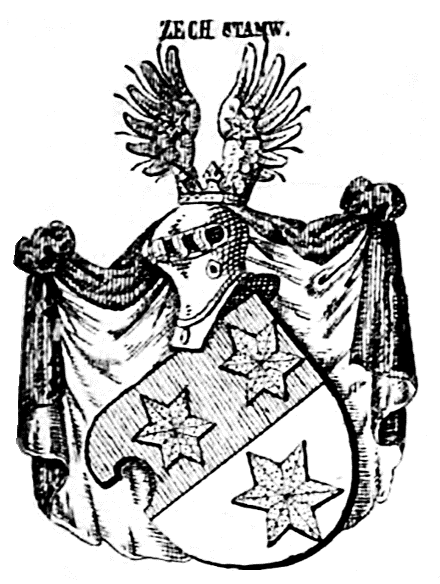
Stammwappen der Zech von Deybach in Siebmachers Wappenbuch
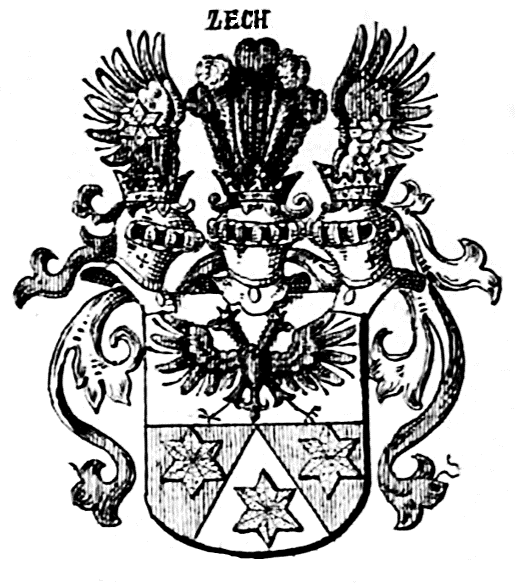
Freiherrenwappen der Zech von Deybach in Siebmachers Wappenbuch
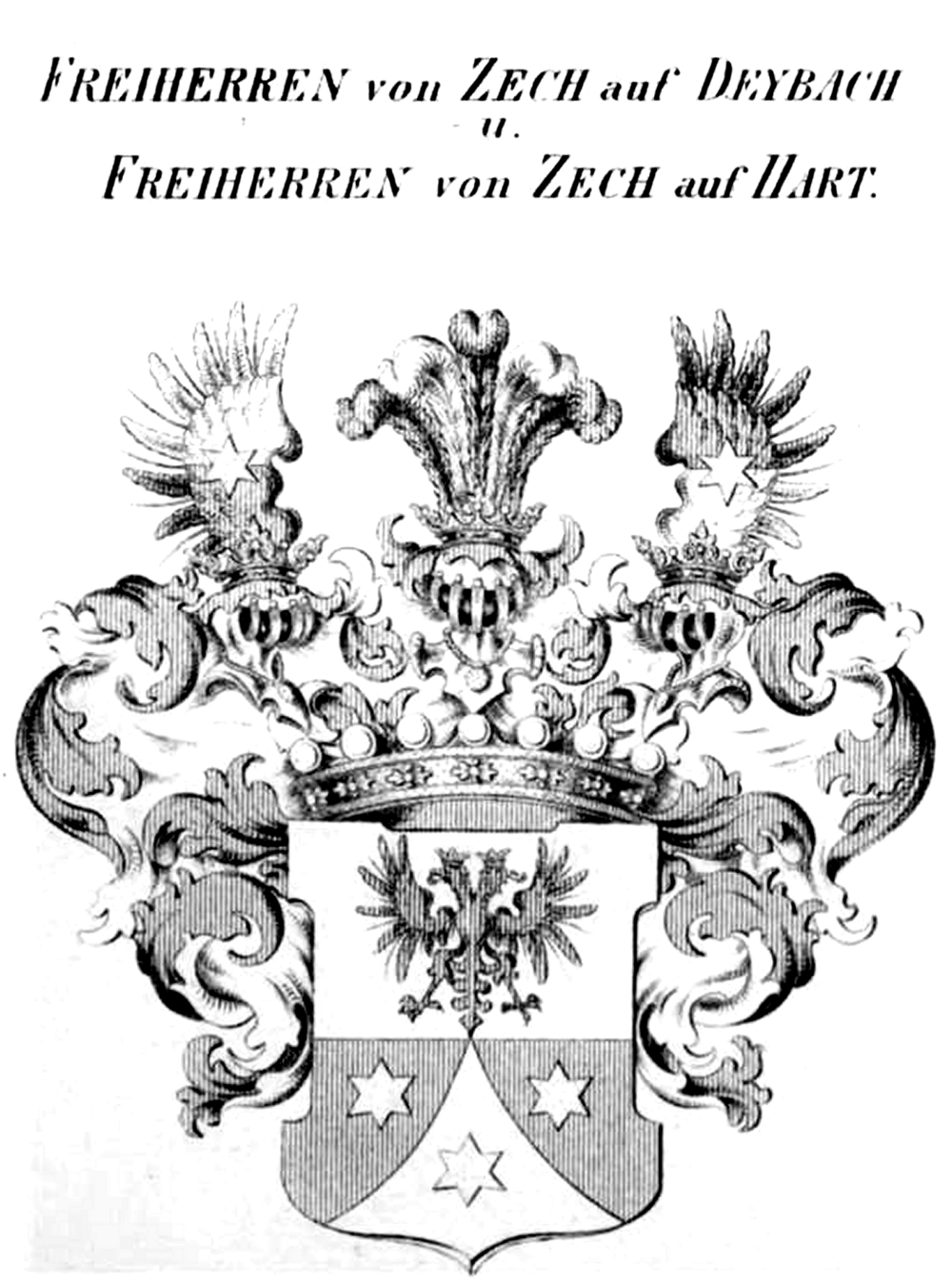
Wappen der Freiherren von Zech auf Deybach und der Freiherren von Zech auf Hart nach Konrad Tyroff
Das Wappen der ehemaligen Gemeinde Deubach ist dem Wappen der Zech von Deybach entlehnt

## Genealogie

### Hauptlinie
1. Adam Zech von Deybach († 1607), bischöflicher Kanzler, Stadtschreiber, ⚭ Dorothea Dillherr
  1. Adam Zech von Deybach, Ratskonsulent († 1591), ⚭ 1585 Felicitas Welser
    1. Dorothea Zech von Deybach (* um 1586; † 1662), ⚭ 1610 Constantin Imhoff
    2. Hans Wolf Zech von Deybach (* 1590; † 1645), ⚭ 1612 Anna Corona Rehlinger
      1. Constantia Zech von Deybach, ⚭ Christoph Rehlinger
      2. Constantin Zech von Deybach (* 1625), Hofkammerrat und Oberinspektor, ⚭ 1661 Maria Eleonora von Berndorff
        1. Johann Joseph Zech von Deybach (* 1661), ⚭ Maria Cleopha Freiin von Schmid
        2. Franz Albrecht Zech von Deybach (* 1662), Geheimer Rat, Einnehmer, ⚭ 1684 Maria Theresia Langenmantel
          1. Joseph Ignaz Zech von Deybach, ⚭ NN von Freyberg
          2. Wolfgang Ignaz Zech von Deybach († 1757), Mönch im Kloster St. Georg

        3. Maria Corona Zech von Deybach (* 1665), ⚭ Maximilian Joseph Freiherr von Rehling
        4. Johann Wolfgang Zech von Deybach (* 24. Juni 1667; † 1698), Kammerrat, ⚭ 1698 Francisca Claudia Freiin von Stain
          1. Siegmund Anton Maria Zech von Deybach (* 29. September 1699), im Kollegium St. Apollinaris in Rom
          2. Franz Gallus Maria Zech von Deybach (* 10. Oktober 1700), starb
          3. Franz Wolfgang Zech von Deybach (* 2. November 1701)
          4. Maria Claudia Susanna Zech von Deybach (* 7. November 1702), starb
          5. Ferdinand Anton Maria Zech von Deybach (* 3. Juni 1704), Page beim Fürstbischof von Augsburg[15]
          6. NN Zech von Deybach (* 26. September 1705)
          7. Philippa Susanna Maria Zech von Deybach (* 11. März 1707)
          8. Maria Antonia Victoria Zech von Deybach (* 21. Mai 1708)
          9. Josepha Maria Theresia Zech von Deybach (* 23. März 1711; † 27. Dezember 1711)
          10. Carl Constantin Maria Zech von Deybach (* 25. Juli 1712; † 30. Oktober 1713)
          11. Maria Josepha Regina Zech von Deybach (* 29. Juli 1713; † 1. November 1713)
          12. Max Niclas Maria Zech von Deybach (* 6. April 1714; † 9. März 1715)
          13. Marquard Joseph Maria Zech von Deybach (* 3. März 1716; † 1782), Geheimrat, Träger des Michaelordens[16]
          14. Adelheid Theresia Maria Zech von Deybach (* 30. September 1717; † 22. Februar 1718)

        5. Maria Anna Zech von Deybach (* 1668), ⚭ Jakob von Pruck

      3. Christian Zech von Deybach, Gerichtsherr in Stubai,[17] Hofkammerpräsident, ⚭ 1667 Anna Maria von Furtenbach
        1. Bernhard Zech von Deybach, Jesuit
        2. Anton Dominik Maria Zech von Deybach, Domherr in Brixen
        3. Franz Philipp Maria Zech von Deybach, ⚭ Maria Susanna Freiin von Fechenbach
        4. Sigmund Maria Zech von Deybach, Hofkammerrat, ⚭ 1703 Helena Catharina Gräfin Fueger von Fueg (* 1680)[18]
          1. Nachkommen siehe Bayerische Linie

      4. Dorothea Zech von Deybach, ⚭ 1641 Franz Melchior Saur
      5. Johann Adam Zech von Deybach, Stadthauptmann, ⚭ 1644 Anna Maria Jäckel
      6. Felicitas Zech von Deybach, ⚭ 1647 Franz Seyda

### Bayerische Linie
1. Rudolph Franz Xaver Maria Zech von Deybach (* 1774)
2. Johann Baptist Zech von Deybach (* 17. August 1784; † 1854), ⚭ Johanna Freiin von Raesfeldt
  1. Ludwig Zech von Deybach (* 31. Dezember 1825), Kammerjunker, ⚭ Bettina von Rößle
3. Ferdinand Ignaz Zech von Deybach (* 16. Februar 1786; † 10. Februar 1862), Kämmerer und Generalmajor, ⚭ 1812 Sophie Pflaum[19]

### Österreich-Ungarische Linie
1. Ladislaus Zech von Deybach (* 2. April 1804; † 8. Juli 1880), k. k. Major, ⚭ Katharina Agnes Jaszkowska (* 7. Februar 1822)
  1. Arnold Maria zech von Deybach (* 21. März 1847), ⚭ Anna Lesonitzy (* 12. Februar 1853)[20]
    1. Elisabeth Maria Zech von Deybach (* 4. September 1880)

  2. Olga Zech von Deybach (* 10. November 1848), ⚭ Heinrich Frey
  3. Hedwig Zech von Deybach (* 4. November 1852)
  4. Sophie Zech von Deybach (* 6. Juni 1855), ⚭ Karl Geyer
  5. Irene Zech von Deybach (* 6. Februar 1857)
  6. Bruno Zech von Deybach (* 27. März 1859), k. k. Ulanen-Leutnant
  7. Colbert Zech von Deybach (* 15. Juni 1862), k. k. Artillerie-Leutnant
2. Leopold Zech von Deybach († 1867), k. k. Rittmeister, ⚭ Ludmilla Schindlecker
  1. Eugenie Maria Zech von Deybach, ⚭ Gustav Siebenrock Edler von Wallheim, Oberst[21]

## Sonstige Angehörige
- Franz Joseph Wolfgang Zech von Deybach (1737–1778), Augustinerchorherr, Kanoniker und Probst